# Nototriche lorentzii
Nototriche lorentzii är en malvaväxtart som beskrevs av Arthur William Hill. Nototriche lorentzii ingår i släktet Nototriche och familjen malvaväxter. Inga underarter finns listade i Catalogue of Life.